# Bulletin des Sociétés Chimiques Belges
The Bulletin des Sociétés Chimiques Belges war eine belgische Peer-Review-Fachzeitschrift und eine Publikation der Sociétés Chimiques Belges.  Von der ersten Ausgabe 1888 bis zur 17. Ausgabe 1903 trug die Zeitschrift den Namen Bulletin de l'Association Belge des Chimistes. Zur 18. Ausgabe im Jahr 1904 wurde dieser zum aktuellen geändert. Weiterhin ist die Zeitschrift auch unter dem Titel Bulletin de la Société Chimiques de Belgique bekannt.
1998 ging die Zeitschrift im European Journal of Organic Chemistry und dem European Journal of Inorganic Chemistry auf.